# Amtsgericht Schlitz
Das Amtsgericht Schlitz war von 1879 bis 1943 ein Amtsgericht in Schlitz, heute: Vogelsbergkreis, Hessen.

## Örtliche Zuständigkeit
Der Gerichtsbezirk umfasste die Gemeinden der ehemaligen Grafschaft Schlitz in der Provinz Oberhessen des Großherzogtums Hessen, später: Volksstaat Hessen. Das waren:
- Bernshausen (Schlitz)[1],
- Fraurombach[2],
- Hartershausen[3],
- Hemmen[4],
- Hutzdorf[5],
- Nieder-Stoll[6],
- Ober-Wegfurth[7],
- Pfordt[8],
- Queck[9],
- Rimbach[10],
- Sandlofs[11],
- Üllershausen[12],
- Ützhausen[13],
- Unter-Schwarz[14],
- Unter-Wegfurth[15] und
- Willofs[16].

## Geschichte

### Gründung
Zum 1. Oktober 1879 wurde das Amtsgericht Schlitz gegründet. Anlass war das Gerichtsverfassungsgesetz von 1877, das die Gerichtsverfassung im Deutschen Reich vereinheitlichte und nun auch im Großherzogtum Hessen umgesetzt wurde. Funktional ersetzte es das gleichzeitig aufgelöste Landgericht Schlitz. Das Amtsgericht wurde dem Bezirk des ebenfalls neu errichteten Landgerichts Gießen zugeordnet.

### Ende
Das Amtsgericht Schlitz wurde – bedingt durch Personaleinsparungen im Zweiten Weltkrieg 1943 „stillgelegt“, dann aber 1945–1968 als Zweigstelle des Amtsgerichts Lauterbach betrieben und danach aufgelöst.

## Übergeordnete Gerichte
Dem Amtsgericht Schlitz übergeordnet war das Landgericht Gießen und im weiteren Instanzenzug das Oberlandesgericht Darmstadt.

## Amtsgerichtsgebäude
Im Jahre 1894 wurde das Amtsgerichtsgebäude errichtet. Es handelt sich um einen zweigeschossigen Backsteinbau (heutige Adresse: Bahnhofstraße 16). Das Gebäude verfügt über aufwendige Sandsteingliederungen (Ecklisenen, Gesimse, Gewänder der Fenster und Türen) und ist im Stil der Neorenaissance gehalten. Auf der rechten Seite ist das großherzogliche Wappen angebracht. An der rechten Schmalseite wurde ein eingeschossiger Erweiterungsbau angeschlossen. Das Gebäude steht als Kulturdenkmal unter Denkmalschutz.